# Alaudidae
Los aláudidos (Alaudidae) son una familia  de aves perteneciente al orden de los paseriformes. Incluye las alondras, las Calandrella, las  calandrias y las cogujadas. Las alondras tienen una distribución cosmopolita, con el mayor número de especies en África. Solo una especie, la alondra cornuda, se da en Norteamérica, y solo la alondra arbustiva de Horsfield se da en Australia.  Los hábitats varían mucho, pero muchas especies viven en regiones secas.  Cuando se utiliza la palabra "alondra" sin especificación, a menudo se refiere a la alondra común (Alauda arvensis).

## Descripción
Son pájaros terrestres de talla pequeña o mediana (de 10 a 23 cm) y plumaje muy llamativo, en tonos marrones. La garra del dedo posterior es habitualmente larga y recta; la forma y el tamaño del pico varía mucho de unas especies a otras.

## Distribución y hábitat
Su área de distribución se extiende por las ecozonas afrotropical, paleártica, indomalaya y australiana. Una sola especie habita en la ecozona neártica: la alondra cornuda (Eremophila alpestris).
Son característicos de las zonas áridas o semiáridas, y muy comunes en las áreas de cultivo.

## Taxonomía y sistemática
La familia Alaudidae fue introducida en 1825 por el zoólogo irlandés Nicholas Aylward Vigors como una subfamilia Alaudina de la familia de pinzones Fringillidae. Las alondras son una familia bien definida, en parte debido a la forma de su tarso. Tienen múltiples escudos en la parte posterior de sus tarsos, en lugar de la placa única que se encuentra en la mayoría de pájaros cantores. También carecen de pésulo, la estructura central ósea de la siringe de los pájaros cantores. Durante mucho tiempo se colocaron al principio o cerca del principio de los pájaros cantores u oscinos (ahora a menudo llamados Passeri), justo después de los Tyranni o suboscinos y antes de las golondrinas, por ejemplo en la primera lista de control de la American Ornithologists' Union. Algunas autoridades, como la British Ornithologists' Union y el Handbook of the Birds of the World', se adhieren a esa ubicación. Sin embargo, muchas otras clasificaciones siguen la taxonomía de Sibley-Ahlquist al situar las alondras en un gran subgrupo oscino Passerida (que excluye a cuervos, alcaudones y sus parientes, los vireónidos , y muchos grupos característicos de Australia y el sudeste asiático).  Por ejemplo, la American Ornithologists' Union sitúa a las alondras justo después de los cuervos, los alcaudones y los vireónidos.  Con mayor detalle, algunos ubican ahora a las alondras al principio de una superfamilia Sylvioidea con las golondrinas, varios grupos de "sílvidos" y "timalíidos ", y otros. Los estudios filogenéticos moleculares han demostrado que dentro de los Sylvioidea las alondras forman un clado hermano de la familia Panuridae que contiene una única especie, el bigotudo (Panurus biarmicus). 

## Comportamiento
Suelen emitir cantos complejos y sus paradas nupciales suelen incluir llamativas luchas. Anidan en el suelo, donde ponen de dos a seis huevos moteados.
Como muchas otras aves diurnas, tienen un reloj biológico marcadamente matutino, iniciando la actividad diaria al percibir la primera claridad del día y dándola por terminada a la primera señal del ocaso.

### Alimentación
Se alimentan de insectos y semillas, muchas especies utilizan sus garras para descubrir sus alimentos, algunas tienen pesados picos (como Ramphocoris clotbey) para abrir semillas, mientras otras tienen largos y curveados picos especialmente para excavar por alimento (Kikkawa 2003).

## Especies
- Género Alaemon Keyserling y Blasius, JH, 1840
  - Alondra ibis – Alaemon alaudipes (Desfontaines, 1789)
  - Alondra de Hamerton – Alaemon hamertoni Witherby, 1905
- Género Alauda Kaup, 1829
  - Alondra común – Alauda arvensis Linnaeus, 1758
  - Alondra oriental – Alauda gulgula Franklin, 1831
  - Calandria aliblanca – Alauda leucoptera Pallas, 1811
  - Alondra de Razo – Alauda razae (Alexander, 1898)
- Género Alaudala Horsfield y Moore, F, 1858
  - Terrera de Athi – Alaudala athensis (Sharpe, 1900)
  - Terrera de Mongolia – Alaudala cheleensis (Swinhoe, 1871)
  - Terrera raytal – Alaudala raytal (Blyth, 1845)
  - Terrera marismeña – Alaudala rufescens (Vieillot, 1820)
  - Terrera somalí – Alaudala somalica (Sharpe, 1895)
- Género Ammomanes Cabanis, 1851
  - Terrera colinegra – Ammomanes cinctura (Gould, 1839)
  - Terrera sahariana – Ammomanes deserti (Lichtenstein, 1823)
  - Terrera colirroja – Ammomanes phoenicura (Franklin, 1831)
- Género Ammomanopsis Bianchi, 1905
  - Alondra de Gray – Ammomanopsis grayi (Wahlberg, 1855)
- Género Calandrella Kaup, 1829
  - Terrera de Hume – Calandrella acutirostris Hume, 1873
  - Terrera de Blandford – Calandrella blanfordi (Shelley, 1902)
  - Terrera común – Calandrella brachydactyla (Leisler, 1814)
  - Terrera capirotada – Calandrella cinerea (Gmelin, 1789)
  - Terrera de Erlanger – Calandrella erlangeri (Neumann, 1906)
- Género Calendulauda Blyth, 1855
  - Alondra leonada – Calendulauda africanoides A. Smith, 1836
  - Alondra del Karoo – Calendulauda albescens (Lafresnaye, 1839)
  - Alondra vulpina – Calendulauda alopex Sharpe, 1890
  - Alondra de Barlow – Calendulauda barlowi (Roberts 1937)
  - Alondra roja – Calendulauda burra (Bangs, 1930)
  - Alondra de las dunas – Calendulauda erythrochlamys (Strickland, 1853)
  - Alondra pechirrosa – Calendulauda poecilosterna (Reichenow, 1879)
  - Alondra sabota – Calendulauda sabota A. Smith, 1836
- Género Certhilauda Swainson, 1827
  - Alondra de Benguela – Certhilauda benguelensis (Sharpe, 1904)
  - Alondra de Agulhas – Certhilauda brevirostris Roberts, 1941
  - Alondra chuana – Certhilauda chuana (A. Smith, 1836)
  - Alondra de El Cabo – Certhilauda curvirostris (Hermann, 1783)
  - Alondra de Transvaal – Certhilauda semitorquata A. Smith, 1836
  - Alondra narnaqua – Certhilauda subcoronata A. Smith, 1843
- Género Chersomanes Cabanis, 1851
  - Alondra espolada – Chersomanes albofasciata (Lafresnaye, 1836)
  - Alondra de Beesley – Chersomanes beesleyi Benson, 1966
- Género Chersophilus Sharpe, 1890
  - Alondra de Dupont – Chersophilus duponti (Vieillot, 1820)
- Género Eremalauda Sclater, WL, 1926
  - Alondra de Dunn – Eremalauda dunni (Shelley, 1904)
- Género Eremophila Boie, F, 1828
  - Alondra cornuda – Eremophila alpestris (Linnaeus, 1758)
  - Alondra sahariana – Eremophila bilopha (Temminck, 1823)
- Género Eremopterix Kaup, 1836
  - Terrera orejinegra – Eremopterix australis (A. Smith, 1836)
  - Terrera coronigrís – Eremopterix griseus (Scopoli, 1786)
  - Alondra malgache – Eremopterix hova Hartlaub, 1860
  - Terrera cariblanca – Eremopterix leucopareia (Fischer & Reichenow, 1884)
  - Terrera orejiblanca – Eremopterix leucotis (Stanley, 1814)
  - Terrera negrita – Eremopterix nigriceps (Gould, 1839)
  - Terrera señalada – Eremopterix signatus (Oustalet, 1886)
  - Terrera dorsigrís – Eremopterix verticalis (A. Smith, 1836)
- Género Galerida Boie, F, 1828
  - Cogujada común – Galerida cristata (Linnaeus, 1758)
  - Cogujada de Deva – Galerida deva (Sykes, 1832)
  - Cogujada picogorda – Galerida magnirostris (Stephens, 1826)
  - Cogujada malabar – Galerida malabarica (Scopoli, 1786)
  - Cogujada modesta – Galerida modesta Heuglin, 1864
  - Cogujada montesina – Galerida theklae (A.E. Brehm, 1857)
- Género Heteromirafra Grant, CHB, 1913
  - Alondra de Archer – Heteromirafra archeri S. Clarke, 1920
  - Alondra de Rudd – Heteromirafra ruddi (Grant, 1908)
- Género Lullula Kaup, 1829
  - Alondra totovía, totovía – Lullula arborea (Linnaeus, 1758)
- Género Melanocorypha Boie, F, 1828
  - Calandria bimaculada – Melanocorypha bimaculata (Menetries, 1832)
  - Calandria común – Melanocorypha calandra (Linnaeus, 1766)
  - Calandria tibetana – Melanocorypha maxima Blyth, 1867
  - Calandria de Mongolia – Melanocorypha mongolica (Pallas, 1776)
  - Calandria negra – Melanocorypha yeltoniensis (J.R. Forster, 1767)
- Género Mirafra Horsfield, 1821
  - Alondra de Jerdon – Mirafra affinis Blyth 1845
  - Alondra nuquirrufa – Mirafra africana A. Smith, 1836
  - Alondra coliblanca – Mirafra albicauda Reichenow, 1891
  - Alondra angoleña – Mirafra angolensis Bocage, 1880
  - Alondra aplaudidora de El Cabo – Mirafra apiata (Vieillot, 1816)
  - Alondra de Ash – Mirafra ashi Colston, 1982
  - Alondra de Assam – Mirafra assamica Horsfield, 1840
  - Alondra cantarina – Mirafra cantillans Blyth, 1845
  - Alondra melodiosa – Mirafra cheniana A. Smith, 1843
  - Alondra acollarada – Mirafra collaris Sharpe, 1896
  - Alondra del Kordofán – Mirafra cordofanica Strickland, 1852
  - Alondra indochina – Mirafra erythrocephala Salvadori & Giglioli, 1885
  - Alondra india – Mirafra erythroptera Blyth, 1845
  - Alondra aplaudidora oriental - Mirafra fasciolata (Sundevall, 1850)
  - Alondra de Gillett – Mirafra gilletti Sharpe, 1895
  - Alondra alirroja – Mirafra hypermetra (Reichenow, 1879)
  - Alondra de Java – Mirafra javanica Horsfield, 1821
  - Alondra birmana – Mirafra microptera Hume, 1873
  - Alondra Chonay  – Mirafra passerina Gyldenstolpe, 1926
  - Alondra de Friedmann – Mirafra pulpa Friedmann, 1930
  - Alondra rufa – Mirafra rufa Lynes, 1920
  - Alondra aplaudidora canela – Mirafra rufocinnamomea (Salvadori, 1865)
  - Alondra somalí – Mirafra somalica (Witherby, 1903)
  - Alondra de Williams – Mirafra williamsi Macdonald, 1956
- Género Pinarocorys Shelley, 1902
  - Alondra colirrufa – Pinarocorys erythropygia (Strickland, 1852)
  - Alondra oscura – Pinarocorys nigricans (Sundevall, 1850)
- Género Ramphocoris Bonaparte, 1850
  - Alondra picocorda – Ramphocoris clotbey (Bonaparte, 1850)
- Género Spizocorys Sundevall, 1872
  - Alondra piquirrosa – Spizocorys conirostris (Sundevall, 1850)
  - Alondra colicorta – Spizocorys fremantlii (Lort Phillips, 1897)
  - Alondra de Botha – Spizocorys fringillaris (Sundevall, 1850)
  - Alondra de Obbia – Spizocorys obbiensis Witherby, 1905
  - Alondra enmascarada – Spizocorys personata Sharpe, 1895
  - Alondra de Sclater – Spizocorys sclateri (Shelley, 1902)
  - Alondra de Stark – Eremalauda starki (Shelley, 1902)

## En la cultura
P.B.Shelley le dedicó una oda: "to a skylark", considerándolo más espíritu bendito que pájaro por transmitir cantos celestiales.
En la escena quinta del acto tercero de Romeo y Julieta de Shakespeare, los enamorados interpretan  el canto de la alondra como señal de que se hace de día y deben separarse para no ser descubiertos.